# Alchemilla boleslai
Alchemilla boleslai — вид квіткових рослин з родини трояндових (Rosaceae). Ареал: Польща, Словаччина; населяє Західні Карпати; рослина потенційно може бути присутня в Чехії, Україні, Румунії.